# Davidsbyen
31°46′25″N 35°14′08″Ø / 31.77361°N 35.23556°Ø
Davidsbyen (עיר דוד) er et arkæologisk område i Jerusalem, beliggende ved det sydøstlige hjørne af bymuren om Den Gamle By i Jerusalem. Israelske arkæologer hævder at Kong Davids palads lå her, og området rummer også en vandtunnel, der tilskrives kongen Ezekias.